# توماس ن. هارت
توماس ن. هارت هو سياسي أمريكي، ولد في 20 يناير 1829 في نورث ريدينغ في الولايات المتحدة، وتوفي في 4 أكتوبر 1927. نشط حزبياً في الحزب الجمهوري. وقد انتخب عمدة بوسطن ‏.